# Blockers
Blockers es una película estadounidense de comedia sexual dirigida por Kay Cannon (en su debut como directora) y escrita por Brian Kehoe y Jim Kehoe. Es protagonizada por Leslie Mann, Ike Barinholtz, y John Cena como un trío de padres que intentan hacer que sus hijas (Kathryn Newton, Geraldine Viswanathan y Gideon Adlon ) no pierdan su virginidad en la noche del baile de graduación. 
La película se estrenó en South by Southwest el 10 a marzo de 2018 y fue estrenada en cines en Estados Unidos el 6 de abril de 2018, por Universal Pictures.

## Sinopsis
Lisa, madre soltera, lleva a su hija, Julie, a su primer día de jardín de infantes. Observa cómo Julie se hace amiga de otras dos chicas, Kayla y Sam. El padre de Kayla, Mitchell, y el padre de Sam, Hunter, se presentan y los tres se hacen amigos cercanos después de ver el vínculo entre sus hijos.
Doce años después, Julie comparte con Kayla y Sam que planea hacer el amor por primera vez con su novio Austin en su próxima noche de graduación. Kayla se compromete a hacerlo también, aunque de forma informal con su compañero de laboratorio, Connor. Sam, una lesbiana encerrada que no está segura de sus sentimientos, también se une al pacto y hace arreglos para asistir al baile de graduación con el inofensivo Chad.
Lisa organiza una fiesta previa para los padres y los hijos. Las chicas y sus citas luego se dirigen al baile de graduación y se envían mensajes de texto sobre su pacto sexual. Los tres padres escuchan la computadora portátil de Julie e interceptan los mensajes. Hunter descifra sus códigos emoji y descubre su plan. Lisa y Mitchell se apresuran a detener a sus hijas; Hunter intenta disuadirlos de interferir y comparte su intuición de que Sam es homosexual, pero al verla obligarse a besar a Chad, se decide a evitar que haga algo que no quiere hacer.
Después de haberles dicho que la fiesta posterior sería en la casa de Austin, los padres van allí, pero solo encuentran a los padres de Austin, Ron y Cathy, participando en juegos sexuales. Ron revela que la fiesta posterior es en una casa del lago, pero se niega a dar la dirección. El trío se da cuenta de que la esposa de Mitchell, Marcie, puede tenerlo y recupera la dirección en contra de sus deseos, ya que apoya el derecho de Kayla a tomar sus propias decisiones. Sin embargo, los padres no pueden atrapar a sus hijas cuando los asistentes a la fiesta se dispersan para evitar a la policía.
A medida que el grupo lucha por encontrar a sus hijas, queda claro que cada padre tiene su propia motivación: Mitchell niega que su hija crezca, Hunter se siente culpable por descuidar a Sam durante su amargo divorcio de su madre infiel, y Lisa está luchando por dejar ir a su única hija que en secreto planea irse a una universidad lejana en contra de sus deseos; Lisa se enfrenta a esto cuando Julie dice enojada que solo va a la escuela para alejarse del apego de Lisa.
Sabiendo que Austin y Ron se han estado enviando mensajes de texto, los padres regresan a la casa de Ron para robarle el teléfono. Al encontrarse con la pareja jugando un juego sexual con los ojos vendados, Hunter se ve obligado a seguir el juego cuando Mitchell toma el teléfono, que revela que las chicas están en un hotel. Allí, una Sam borracha se acuesta con Chad pero decide que no quiere tener relaciones sexuales. Kayla y Connor se van a la cama, pero ella también cambia de opinión y limitan su intimidad a que Connor le practica sexo oral a Kayla.
Mitch encuentra a Kayla con Connor y lo arroja contra la pared, enfureciendo a Kayla. Mitch confiesa sus luchas con ella cada vez más grande, sus buenas intenciones finalmente hacen las paces con Kayla. Hunter encuentra a Sam y también comparten un momento tierno, donde él revela que una buena noche era lo mejor que podía darle a cambio de su negligencia. Sam se lo cuenta a su padre, quien está profundamente conmovido por ser la primera persona a la que se lo cuenta. Lisa se cuela en la habitación de Julie y Austin y, al darse cuenta de cuánto se aman claramente, pasa desapercibida. Siguiendo el consejo de su padre, Sam se sincera con Julie y Kayla, quienes la abrazan y afirman sus amistades de toda la vida. Dejan a Sam con su enamorada Angélica, quien comparte un beso romántico con ella. Mitch, Lisa y Hunter reconocen que sus propias amistades se han fortalecido y brindan por el futuro de sus hijas.
Tres meses después, los padres celebran la partida de Sam, Kayla Julie y Austin en un viaje por carretera. Cuando se van, Lisa comienza a recibir el mensaje de texto del grupo de chicas, lleno de planes para usar drogas y tener relaciones sexuales sin protección. Los padres entran en pánico hasta que los muchachos envían un mensaje de texto diciendo que todo era una broma y les envían un último "Os quiero"

## Reparto
- Leslie Mann como Lisa Decker, la madre soltera de Julie.
- Ike Barinholtz como Hunter Lockwood, el narcisista y ausente padre de Sam, que engañó a su esposa, provocando el divorcio.
- John Cena como Mitchell Mannes, el sobreprotector, emocional y obsesionado con los deportes, padre de Kayla.
- Kathryn Newton como Julie Decker, la hija de Lisa.
  - Amelia Oswald y Audrey Casson como Julie de 12 años.
  - Anniston Almond como Julie de 5 años.
  - Aubree McGuire como Julie joven.
- Geraldine Viswanathan  como Kayla Mannes, la hija de Mitchell y Marcie.
  - Anjal Jain y Madeline Erwin como Kayla de 12 años.
  - Noor Anna Maher como Kayla de 5 años.
- Gideon Adlon como Sam Lockwood, la hija de Hunter.
  - Hannah Goergen como Sam de 5 años.
- Graham Phillips como Austin, el novio de Julie.
- Miles Robbins como Connor, la cita de baile de Kayla.
- Jimmy Bellinger como Chad, la cita de baile de Sam.
- June Diane Raphael como Brenda, la madre de Sam y exesposa de Hunter.
- Jake Picking como Kyler.
- Hannibal Buress como Frank, el padrastro de Sam.
- Sarayu Rao como Marcie, la esposa de Mitchell y madre de Kayla.
- Gary Cole como Ron, esposo de Cathy y padre de Austin.
- Colton Dunn como Rudy, un conductor de limusina.
- Gina Gershon como Cathy, la esposa de Ron y madre de Austin.
- Ramona Young como Angelica, el interés amoroso de Sam.
- T.C. Carter como Jayden.

## Producción
La fotografía principal comenzó en 2 de mayo de 2017, en Atlanta, Georgia.

## Estreno
Blockers fue estrenada por Universal Pictures el 6 de abril de 2018. La película originalmente se titularía The Pact, refiriéndose al acuerdo de las chicas de perder su virginidad.

## Recepción
Blockers recibió reseñas positivas de parte de la crítica y mixtas a positivas de parte de la audiencia. En la página web Rotten Tomatoes, la película obtuvo una aprobación de 83%, basada en 162 reseñas, con una calificación de 6.8/10, mientras que de parte de la audiencia tuvo una aprobación de 50%, basada en 3141 votos, con una calificación de 2.9/5.
Metacritic le dio a la película una puntuación 69 de 100, basada en 46 reseñas, indicando "reseñas generalmente favorables". Las audiencias encuestadas por CinemaScore le han dado a la película una "B" en una escala de A+ a F, mientras que en el sitio web IMDb los usuarios le han dado una calificación de 6.8/10, sobre la base de 14 655 votos. En la página FilmAffinity tiene una calificación de 5.4/10, basada en 262 votos.